# Jan Rutta
Jan Rutta (* 29. Juli 1990 in Písek, Tschechoslowakei) ist ein tschechischer Eishockeyspieler, der zuletzt bis zum Ende der Saison 2024/25 bei den San Jose Sharks aus der National Hockey League (NHL) unter Vertrag gestanden hat. Der Verteidiger gewann mit den Tampa Bay Lightning in den Playoffs 2020 und 2021 den Stanley Cup. Zudem spielte er in der NHL bereits für die Chicago Blackhawks und Pittsburgh Penguins.

## Karriere
Jan Rutta spielte in seiner Jugend für die Nachwuchsabteilungen des HC Lasselsberger Plzeň, bis er zur Saison 2008/09 zum KLH Chomutov wechselte. Während er auch dort weiterhin hauptsächlich für die U20 in der höchsten Juniorenliga Tschechiens spielte, kam er zugleich zu seinen ersten Herreneinsätzen, zum einen für Chomutov in der 1. Liga, der zweithöchsten Spielklasse des Landes, und zum anderen auf Leihbasis für den SK Kadaň in der 1. Liga sowie für den IHC Písek aus seiner Heimatstadt in der 2. Liga. Nach zwei Jahren mit wechselnden Einsatzzeiten zwischen der U20, der Herrenmannschaft des KLH Chomutov sowie weiteren Leihgeschäften etablierte sich der Abwehrspieler mit Beginn der Saison 2011/12 im Team der Piráti Chomutov, die – nun unter diesem Namen firmierend – am Ende der Spielzeit den Aufstieg in die Extraliga schafften.
In der höchsten Spielklasse Tschechiens war Rutta allerdings vorerst kein fester Bestandteil des Piráti, so verbrachte er die folgenden zwei Jahre jeweils zum Teil auf Leihbasis beim SK Kadaň in der 1. Liga. Nachdem das Team den Abstieg in der ersten Extraliga-Saison noch in der Relegation hatte verhindern können, gelang dies in der Saison 2013/14 nicht, allerdings schafften die Piráti um Rutta 2014/15 den direkten Wiederaufstieg. Anschließend etablierte sich der Tscheche auch auf Extraliga-Niveau, sodass er in der Spielzeit 2016/17 mit 32 Scorerpunkten aus 46 Spielen seine beste persönliche Statistik erzielte. Darüber hinaus erreichte er mit dem Team das Playoff-Halbfinale, scheiterte dort allerdings an den Bílí Tygři Liberec.
Im Zuge dieser Leistungen wurden auch Teams aus Nordamerika auf den Verteidiger aufmerksam, sodass er im Juni 2017 einen Einjahresvertrag bei den Chicago Blackhawks aus der National Hockey League (NHL) unterzeichnete. Dort erspielte sich Rutta im Rahmen der Saisonvorbereitung einen Platz im Kader der Blackhawks und debütierte infolgedessen im Oktober 2017 in der NHL.
Nach knapp eineinhalb Saisons bei den Blackhawks wurde Rutta im Januar 2019 samt einem Siebtrunden-Wahlrecht für den NHL Entry Draft 2019 an die Tampa Bay Lightning abgegeben, während Slater Koekkoek und ein Fünftrunden-Wahlrecht für den gleichen Draft nach Chicago wechselten. Mit den Lightning gewann er in den Playoffs 2020 den Stanley Cup und wiederholte diesen Erfolg im Folgejahr, bevor der dritte Titel in Serie im Endspiel der Playoffs 2022 durch eine 2:4-Niederlage gegen Colorado knapp verpasst wurde.
Anschließend wechselte Rutta im Juli 2022 als Free Agent zu den Pittsburgh Penguins, wo er einen mit einem Jahresgehalt von 2,75 Millionen US-Dollar dotierten Dreijahresvertrag unterzeichnete. Nach bereits einem Jahr wurde er allerdings im August 2023 samt Mikael Granlund, Mike Hoffman sowie einem konditionalen Erstrunden-Wahlrecht im NHL Entry Draft 2024 zu den San Jose Sharks transferiert. Das Wahlrecht ist dabei Top-10-geschützt, verschiebt sich also um ein Jahr nach hinten, falls es sich unter den ersten zehn Positionen befinden sollte. Im Gegenzug erhielten die Penguins Erik Karlsson, Dillon Hamaliuk und ein Drittrunden-Wahlrecht im NHL Entry Draft 2026. Für die Sharks lief der Verteidiger zwei Spielzeiten bis zum Sommer 2025 auf.

### International
Im Juniorenbereich vertrat Rutta die tschechische Auswahl bei der U18-Weltmeisterschaft der Division I 2008 und erreichte dabei den mit dem Aufstieg in die Top-Division verbundenen ersten Platz. Es folgten einige Einsätze auf U20-Niveau, allerdings ohne Teilnahme an einem größeren Turnier.
Erst im Jahre 2015 kehrte der Verteidiger ins internationale Geschäft zurück, als er sein Heimatland bei der Euro Hockey Tour in den Spielzeiten 2015/16 und 2016/17 vertrat. Anschließend gehörte er auch zu den tschechischen Aufgeboten bei den Weltmeisterschaften der Jahre 2017, 2019 und 2024. Bei den Welttitelkämpfen 2024 gewann Rutta mit der Mannschaft im eigenen Land die Goldmedaille.

## Erfolge und Auszeichnungen
- 2012 Aufstieg in die Extraliga mit den Piráti Chomutov
- 2015 Aufstieg in die Extraliga mit den Piráti Chomutov
- 2020 Stanley-Cup-Gewinn mit den Tampa Bay Lightning
- 2021 Stanley-Cup-Gewinn mit den Tampa Bay Lightning

### International
- 2008 Aufstieg in die Top-Division bei der U18-Weltmeisterschaft der Division I
- 2024 Goldmedaille bei der Weltmeisterschaft

## Karrierestatistik
Stand: Ende der Saison 2024/25

### International
Vertrat Tschechien bei:
- U18-Weltmeisterschaft der Division I 2008
- Weltmeisterschaft 2017
- Weltmeisterschaft 2019
- Weltmeisterschaft 2024

(Legende zur Spielerstatistik: Sp oder GP = absolvierte Spiele; T oder G = erzielte Tore; V oder A = erzielte Assists; Pkt oder Pts = erzielte Scorerpunkte; SM oder PIM = erhaltene Strafminuten; +/− = Plus/Minus-Bilanz; PP = erzielte Überzahltore; SH = erzielte Unterzahltore; GW = erzielte Siegtore; 1 Play-downs/Relegation; Kursiv: Statistik nicht vollständig)